# Битва за Австралию

Австралийский пропагандистский плакат. 1942

Битва за Австралию (1942—1943) — спорный историографический термин, используемый для утверждения скоординированной связи между серией сражений возле Австралии на Тихоокеанском театре военных действий Второй мировой войны между союзными и японскими войсками. Целью союзников было не допустить прямого японского вторжения в Австралию.
Эти действия включали борьбу около австралийского материка. Так например на острове Норфолк были размещены подразделения N Force. Однако, главные усилия союзников были направлены на то, чтобы остановить японское наступление в Новой Гвинее и на Соломоновых островах, чтобы предотвратить более серьёзную угрозу Австралии. Этого боялись в то время, когда японские наступательные операции в Новой Гвинее и северной Австралии были нацелены на вторжение в австралийский материк, и было известно по слухам, что воображаемая «Брисбенская линия», оставит север незащищенным, чтобы сконцентрировать Союзническую обороноспособность на линии от Брисбена до Аделаиды, или от Брисбена к Перту. Есть небольшое свидетельство, что такой план существовал. Для предотвращения вторжения американские военные силы разместили в Австралии своих военных. Зачастую это приводило к конфликтам между австралийцами и американцами.
Послевоенные исследования показали, что японское правительство никогда не намеревалось проводить вторжение. Японцы действительно, однако, намеревались изолировать Австралию, занимая Новую Гвинею, Новую Каледонию и Фиджи. Поэтому неверны заявления, что битва предотвратила вторжение в Австралию.
В 2006 основной историк в австралийском военном Мемориале, доктор Питер Стэнли, утверждал, что «битва за Австралию возникает непосредственно из желания найти значение в ужасных потерях 1942»; «и не было никакой битвы за Австралию, как таковой», поскольку японцы не начинали скоординированную кампанию против Австралии. Кроме того, Стэнли заявил, что словосочетание «битва за Австралию» не использовалась до 1990-х и эта битва Второй мировой войны не признана никакими странами, кроме Австралии.
В 2008 австралийское правительство объявило, что празднования в память битвы за Австралию будут отныне ежегодно проходить в первую среду сентября.